# حزب الوئام
حزب الوئام، سابقا حزب الاتفاق الديمقراطي والاجتماعي، هو حزب سياسي وسطي في موريتانيا بقيادة بوديال ولد حوميط. ويتكون بشكل أساسي من مسؤولين سابقين من نظام معاوية ولد الطايع.

## التاريخ
كان الوئام واحدا من مجموعات المعارضة العديدة التي شاركت في الاحتجاجات الموريتانية عام 2011، احتجاجًا على الحكم الاستبدادي لمحمد ولد عبد العزيز. وفاز الحزب بعشرة مقاعد في انتخابات 2013 البرلمانية، ليصبح ثالث أكبر حزب في الجمعية الوطنية. رشح الحزب بوديال ولد حوميط لانتخابات 2014 الرئاسية. وجاء ولد حوميط في المركز الثالث من بين خمسة مرشحين بنسبة 4.5% من الأصوات.